# Кавескар (язык)
Кавескар (Aksana, Aksanás, Alacaluf, Alacalufe, Alakaluf, Halakwalip, Halakwulup, Hekaine, Kaueskar, Kawaskar, Kaweskar, Kawesqar, Kawésqar, Qawasqar, Qawashqar) — находящийся под угрозой исчезновения алакалуфский язык, на котором говорят алакалуфы, которые проживают на острове Веллингтон к югу от чилийского побережья (49 градусов к югу) области Чаннель на западе региона Патагония в Чили. Имеет диалект аксанас (аксана). Язык какауа иногда рассматривают как диалект, но он, как правило, отображается как отдельный язык в справочнике Ethnologue. Языковая семья, содержащая эти два языка, известна как алакалуфская. Остаются только 20 носителей, половина из них живёт на острове Веллингтон, на юго-западном побережье Чили.